# Monarda media
Monarda media är en kransblommig växtart som beskrevs av Carl Ludwig von Willdenow. Monarda media ingår i släktet temyntor, och familjen kransblommiga växter. Inga underarter finns listade i Catalogue of Life.